# Holsted Speedway Klub
Holsted Speedway Klub – żużlowy klub z Holsted (gmina Vejen) występujący w DSL – najwyższej klasie rozgrywkowej drużynowych mistrzostw Danii. Piętnastokrotny drużynowy mistrz Danii i 34-krotny medalista tych rozgrywek. Swój pierwszy tytuł mistrzowski wywalczył w 1976 roku, a następnie powtarzał to osiągnięcie przez trzy kolejne lata. Najbardziej obfitym w sukcesy okresem dla klubu były lata 2002–2009, kiedy to zdobył osiem medali DM Danii, w tym sześć złotych.
Nieprzerwanie od 2003 r. dla klubu jeździ wieloletni kapitan drużyny Nicki Pedersen. Na przestrzeni całej kariery zdobył dla Holsted 2066 punktów (stan na 8 sierpnia 2022). 
W lidze zespół startuje pod nazwą Holsted Tigers. 

## Osiągnięcia

### Drużynowe mistrzostwa Danii
- złoto: 15 (1976, 1977, 1978, 1979, 1991, 1994, 1996, 2002, 2003, 2004, 2006, 2007, 2009, 2014, 2021)
- srebro: 8 (1980, 1981, 1992, 1995, 1997, 2001, 2005, 2016)
- brąz: 12 (1984, 1985, 1993, 1998, 2000, 2008, 2011, 2012, 2013, 2018, 2019, 2022)

### World Speedway League
- brąz: 1 (2015)

## Kadra drużyny
Stan na 27 kwietnia 2022.
| Żużlowiec                | Kat. |
| ------------------------ | ---- |
| Nicki Pedersen (kapitan) | A    |
| Rene Bach                | B    |
| Rasmus Jensen            | B    |
| Lasse Bjerre             | C    |
| Steven Goret             | C    |
| Claus Vissing            | C    |
| Nicklas Aagard           | D    |
| Jacob Bukhave            | D    |
| Marius Nielsen           | D    |

### Żużlowcy na wypożyczeniu
| Żużlowiec                                             |
| ----------------------------------------------------- |
| Kevin Juhl Pedersen (wyp. do Grindsted Speedway Klub) |

## Znani i wyróżniający się zawodnicy
W nawiasie podano lata startów dla Holsted.
- Brian Karger (b.d.)
- Niels-Kristian Iversen (2001–2008, 2010)
- Nicki Pedersen (2003–)
- Damian Baliński (2003–2004, 2008–2010, 2012–2013)
- Martin Vaculík (2008, 2011, 2014)
- Rasmus Jensen (2011–)